# Coalgate, Oklahoma
Coalgate är administrativ huvudort i Coal County i Oklahoma. Orten har fått sitt namn efter de närbelägna kolgruvorna och hette ursprungligen Liddle.